# Lorna Crozier
Lorna Crozier (née le 24 mai 1948 à Swift Current, en Saskatchewan) est une poétesse canadienne, qui occupe la chaire principale du département d'écriture de l'Université de Victoria.
Elle est l'auteur de quinze livres et a été nommée Officier de l'Ordre du Canada en 2011. Elle est créditée comme Lorna Uher sur certains de ses premiers livres.

## Biographie
Crozier fréquente l'Université de la Saskatchewan puis l'Université de l'Alberta où elle obtient sa Master of Arts en 1980. Crozier est d'abord professeure d'anglais et conseillere d'orientation. Elle publie au cours de ces années son premier poème dans le magazine Grain. Elle enseigne également la création littéraire, est écrivain en résidence au Cypress Hills Community College en 1983, à la Regina Public Library et à l'Université de Toronto en 1989.
Crozier est l'auteur de quinze livres, qui se concentrent généralement sur les relations humaines, le monde naturel, le langage, la mémoire et la perception. Avec son partenaire Patrick Lane, elle coécrit No Longer Two People (1979) et coédite Breathing Fire: Canada's New Poets (1995) et Breathing Fire 2 (2004).
Elle reçoit notamment le Prix du Gouverneur général en 1992, le prix Canadian Author's Association for Poetry, le National Magazine Award et le premier prix du National CBC Literary Competition.
En 2009, elle est nommée membre de la Société royale du Canada et en 2011, Crozier est devenue officier de l'Ordre du Canada.
Elle publie ses mémoires Through the Garden: A Love Story (with Cats) en 2020.

## Poésie
- Inside Is the Sky – 1976 (as Lorna Uher)
- Crow's Black Joy – 1979 (as Lorna Uher)
- Humans and Other Beasts – 1980 (as Lorna Uher)
- No Longer Two People: A Series of Poems (with Patrick Lane) – 1981
- The Weather – 1983
- The Garden Going on Without Us – 1985 (nominated for a Governor General's Award)
- Angels of Flesh, Angels of Silence – 1988 (nominated for a Governor General's Award)
- Inventing the Hawk – 1992 (winner of the Governor General's Award for Poetry and the Pat Lowther Award)
- Everything Arrives at the Light – 1995 (winner of the Pat Lowther Award)
- A Saving Grace: Collected Poems – 1996
- What the Living Won't Let Go – 1999
- Apocrypha of Light – 2002
- Bones in Their Wings: Ghazals – 2003
- Whetstone – 2005
- Before the First Word: The Poetry of Lorna Crozier (selected by Catherine Hunter) – 2005
- The Blue Hour of the Day: Selected Poems – 2007
- Small Mechanics – 2011 (nominated for the Pat Lowther Award)
- The Wrong Cat – 2015 (winner of the Pat Lowther Award)
- The Wild in You: Voices from the Forest and the Sea (with photographs by Ian McAllister) – 2015[5]
- What the Soul Doesn't Want – 2017
- God of Shadows – 2018
- The House the Spirit Builds (with photographs by Peter Coffman and Diane Laundy) – 2019

## Anthologies
- A Sudden Radiance (with Gary Hyland) – 1987
- Breathing Fire (with Patrick Lane) – 1995
- Desire in Seven Voices – 2000
- Addicted: Notes from the Belly of the Beast (with Patrick Lane) – 2001
- Breathing Fire 2 (with Patrick Lane) – 2004
- The Best Canadian Poetry in English 2010 – 2010

## Essais
- Small Beneath the Sky – 2009
- The Book of Marvels: A Compendium of Everyday Things – 2012 (nominated for the Pat Lowther Award)
- Through the Garden: A Love Story (with Cats) – 2020